# Szlovákia a 2020. évi nyári olimpiai játékokon
Szlovákia a japán Tokióban megrendezett 2020. évi nyári olimpiai játékok egyik részt vevő nemzete volt. Az országot 13 sportágban 41 sportoló képviselte, akik 4 érmet szereztek.

## Érmesek
| Érem  | Versenyző                                      | Sportág       | Versenyszám       |
| ----- | ---------------------------------------------- | ------------- | ----------------- |
| Arany | Zuzana Rehák-Štefečeková                       | Sportlövészet | Női trap          |
| Ezüst | Jakub Grigar                                   | Kajak-kenu    | Férfi szlalom K-1 |
| Ezüst | Rory Sabbatini                                 | Golf          | Férfi egyéni      |
| Bronz | Samuel Baláž Denis Myšák Erik Vlček Adam Botek | Kajak-kenu    | Férfi K-4 500 m   |

## Asztalitenisz
| Versenyző                       | Versenyszám  | 48-as főtábla      | 32-es főtábla    | Nyolcaddöntő              | Negyeddöntő | Elődöntő | Döntő   | Helyezés |
| ------------------------------- | ------------ | ------------------ | ---------------- | ------------------------- | ----------- | -------- | ------- | -------- |
| Wang Yang                       | Férfi egyes  | Powell (AUS) · 4-0 | Niva (JPN) · 0-4 | kiesett                   | kiesett     | kiesett  | kiesett | kiesett  |
| Barbora Balážová                | Női egyes    | Juan (USA) · 0-4   | kiesett          | kiesett                   | kiesett     | kiesett  | kiesett | kiesett  |
| Barbora Balážová Ľubomír Pištej | Vegyes páros |                    |                  | Ionescu/Szőcs (ROU) · 1-4 | kiesett     | kiesett  | kiesett | kiesett  |

## Atlétika

### Férfi
| Versenyző        | Versenyszám     | Előfutam | Előfutam | Elődöntő | Elődöntő | Döntő   | Döntő    |
| Versenyző        | Versenyszám     | Idő      | Hely.    | Idő      | Hely.    | Idő     | Helyezés |
| ---------------- | --------------- | -------- | -------- | -------- | -------- | ------- | -------- |
| Ján Volko        | 100 m           | 10.40    | 7.       | kiesett  | kiesett  | kiesett | kiesett  |
| Ján Volko        | 200 m           | 21.21    | 5.       | kiesett  | kiesett  | kiesett | kiesett  |
| Miroslav Úradník | 20 km gyaloglás |          |          |          |          | 1:29:25 | 41.      |
| Michal Morvay    | 50 km gyaloglás | 4:15:22  | 41.      |          |          |         |          |
| Matej Tóth       | 50 km gyaloglás | 3:56:23  | 14.      |          |          |         |          |

| Versenyző       | Versenyszám   | Selejtező | Selejtező | Döntő    | Döntő    |
| Versenyző       | Versenyszám   | Eredmény  | Helyezés  | Eredmény | Helyezés |
| --------------- | ------------- | --------- | --------- | -------- | -------- |
| Marcel Lomnický | Kalapácsvetés | 72,52 m   | 24.       | kiesett  | kiesett  |

### Női
| Versenyző         | Versenyszám     | Előfutam | Előfutam | Elődöntő | Elődöntő | Döntő   | Döntő    |
| Versenyző         | Versenyszám     | Idő      | Hely.    | Idő      | Hely.    | Idő     | Helyezés |
| ----------------- | --------------- | -------- | -------- | -------- | -------- | ------- | -------- |
| Gabriela Gajanová | 800 m           | 2:01.41  | 7.       | kiesett  | kiesett  | kiesett | kiesett  |
| Emma Zapletalová  | 400 m gát       | 55.00    | 6.       | 55.79    | 6.       | kiesett | kiesett  |
| Mária Czaková     | 20 km gyaloglás |          |          |          |          | 1:41:29 | 45.      |

| Versenyző        | Versenyszám   | Selejtező | Selejtező | Döntő    | Döntő    |
| Versenyző        | Versenyszám   | Eredmény  | Helyezés  | Eredmény | Helyezés |
| ---------------- | ------------- | --------- | --------- | -------- | -------- |
| Martina Hrašnová | Kalapácsvetés | 66,63 m   | 25.       | kiesett  | kiesett  |

## Birkózás
| Versenyző     | Versenyszám             | Nyolcaddöntő         | Negyeddöntő | Elődöntő | Vigaszág elődöntő | Bronz- mérkőzés | Döntő   | Helyezés |
| ------------- | ----------------------- | -------------------- | ----------- | -------- | ----------------- | --------------- | ------- | -------- |
| Boris Makojev | Férfi 86 kg szabadfogás | Naifonov (ROC) · 0-6 | kiesett     | kiesett  | kiesett           | kiesett         | kiesett | kiesett  |

## Golf
| Versenyző      | Versenyszám  | 1. forduló | 2. forduló | 3. forduló | 4. forduló | Összesen | Összesen | Összesen |
| Versenyző      | Versenyszám  | Pont       | Pont       | Pont       | Pont       | Pontszám | Par      | Helyezés |
| -------------- | ------------ | ---------- | ---------- | ---------- | ---------- | -------- | -------- | -------- |
| Rory Sabbatini | Férfi egyéni | 69         | 67         | 70         | 61         | 267      | −17      | Ezüst    |

## Íjászat
| Versenyző        | Versenyszám | Selejtező | Selejtező | 64-es főtábla      | 32-es főtábla | Nyolcaddöntő | Negyeddöntő | Elődöntő | Döntő   | Helyezés |
| Versenyző        | Versenyszám | Pont      | Kiemelt   | 64-es főtábla      | 32-es főtábla | Nyolcaddöntő | Negyeddöntő | Elődöntő | Döntő   | Helyezés |
| ---------------- | ----------- | --------- | --------- | ------------------ | ------------- | ------------ | ----------- | -------- | ------- | -------- |
| Denisa Baránková | Női egyéni  | 655       | 12.       | Pärnat (EST) · 4-6 | kiesett       | kiesett      | kiesett     | kiesett  | kiesett | kiesett  |

## Kajak-kenu

### Szlalom
| Versenyző        | Versenyszám | Selejtező | Selejtező | Selejtező | Selejtező | Selejtező     | Selejtező     | Elődöntő | Elődöntő | Döntő  | Döntő    |
| Versenyző        | Versenyszám | 1. futam  | 1. futam  | 2. futam  | 2. futam  | Jobb eredmény | Jobb eredmény | Elődöntő | Elődöntő | Döntő  | Döntő    |
| Versenyző        | Versenyszám | Pont      | Hely.     | Pont      | Hely.     | Pont          | Hely.         | Pont     | Hely.    | Pont   | Helyezés |
| ---------------- | ----------- | --------- | --------- | --------- | --------- | ------------- | ------------- | -------- | -------- | ------ | -------- |
| Matej Beňuš      | Férfi C-1   | 99.61     | 2.        | 96.89     | 1.        | 96.89         | 1.            | 106.40   | 9.       | 105.60 | 6.       |
| Jakub Grigar     | Férfi K-1   | 94.37     | 9.        | 92.38     | 8.        | 92.38         | 8.            | 96.27    | 4.       | 94.85  | Ezüst    |
| Monika Škáchová  | Női C-1     | 125.65    | 16.       | 116.85    | 11.       | 116.85        | 12.           | 124.87   | 10.      | 129.39 | 9.       |
| Eliška Mintálová | Női K-1     | 107.67    | 3.        | 117.55    | 18.       | 107.67        | 8.            | 107.18   | 2.       | 158.36 | 9.       |

### Gyorsasági
| Versenyző                                      | Versenyszám      | Előfutam | Előfutam | Negyeddöntő | Negyeddöntő | Elődöntő | Elődöntő | Döntő | Döntő    | Döntő    | Helyezés |
| Versenyző                                      | Versenyszám      | Idő      | Hely.    | Idő         | Hely.       | Idő      | Hely.    | Típus | Idő      | Helyezés | Helyezés |
| ---------------------------------------------- | ---------------- | -------- | -------- | ----------- | ----------- | -------- | -------- | ----- | -------- | -------- | -------- |
| Peter Gelle                                    | Férfi K-1 1000 m | 3:42.131 | 2.       |             |             | 3:28.255 | 7.       | B     | 3:28.240 | 6.       | 14.      |
| Samuel Baláž Adam Botek                        | Férfi K-2 1000 m | 3:13.982 | 3.       | 3:11.458    | 2.          | 3:20.917 | 6.       | B     | 3:21.087 | 2.       | 10.      |
| Samuel Baláž Denis Myšák Erik Vlček Adam Botek | Férfi K-4 500 m  | 1:21.807 | 2.       |             |             | 1:23.799 | 2.       | A     | 1:23.534 | 3.       | Bronz    |

## Kerékpározás
| Versenyző   | Versenyszám           | Idő           | Helyezés      |
| ----------- | --------------------- | ------------- | ------------- |
| Juraj Sagan | Férfi mezőnyverseny   | nem ért célba | nem ért célba |
| Lukáš Kubiš | Férfi mezőnyverseny   | nem ért célba | nem ért célba |
| Lukáš Kubiš | Férfi egyéni időfutam | 1:06:25.20    | 37.           |

## Ökölvívás
| Versenyző     | Versenyszám     | Selejtező          | Nyolcaddöntő           | Negyeddöntő | Elődöntő | Döntő   | Helyezés |
| ------------- | --------------- | ------------------ | ---------------------- | ----------- | -------- | ------- | -------- |
| Andrej Csemez | Férfi középsúly | Prince (TTO) · 4-0 | Darchinyan (ARM) · 0-5 | kiesett     | kiesett  | kiesett | kiesett  |

## Sportlövészet

### Férfi
| Versenyző      | Versenyszám | Selejtező | Selejtező | Döntő   | Döntő    |
| Versenyző      | Versenyszám | Pont      | Helyezés  | Pont    | Helyezés |
| -------------- | ----------- | --------- | --------- | ------- | -------- |
| Patrik Jány    | Légpuska    | 630.5     | 4.        | 143.7   | 7.       |
| Patrik Jány    | Sportpuska  | 1172      | 13.       | kiesett | kiesett  |
| Juraj Tužinský | Légpisztoly | 570       | 27.       | kiesett | kiesett  |
| Erik Varga     | Trap        | 122       | 11.       | kiesett | kiesett  |

### Női
| Versenyző                | Versenyszám | Selejtező | Selejtező | Döntő   | Döntő    |
| Versenyző                | Versenyszám | Pont      | Helyezés  | Pont    | Helyezés |
| ------------------------ | ----------- | --------- | --------- | ------- | -------- |
| Danka Barteková          | Skeet       | 118       | 13.       | kiesett | kiesett  |
| Zuzana Rehák-Štefečeková | Trap        | 125       | 1.        | 43.     | Arany    |

### Vegyes
| Versenyző                           | Versenyszám | Selejtező | Selejtező | Döntő   | Döntő    |
| Versenyző                           | Versenyszám | Pont      | Helyezés  | Pont    | Helyezés |
| ----------------------------------- | ----------- | --------- | --------- | ------- | -------- |
| Marián Kovačócy Jana Špotáková      | Trap        | 144       | 8.        | kiesett | kiesett  |
| Erik Varga Zuzana Rehák-Štefečeková | Trap        | 146       | 3.        | 42      | 4.       |

## Tenisz
| Versenyző                 | Versenyszám | 64-es főtábla                 | 32-es főtábla                     | Nyolcaddöntő                           | Negyeddöntő | Elődöntő | Bronz- mérkőzés | Döntő   | Helyezés |
| ------------------------- | ----------- | ----------------------------- | --------------------------------- | -------------------------------------- | ----------- | -------- | --------------- | ------- | -------- |
| Norbert Gombos            | Férfi egyes | Giron (USA) · 6-7;6-3;2-6     | kiesett                           | kiesett                                | kiesett     | kiesett  | kiesett         | kiesett | kiesett  |
| Lukáš Klein               | Férfi egyes | Duckworth (AUS) · 7-5;3-6;6-7 | kiesett                           | kiesett                                | kiesett     | kiesett  | kiesett         | kiesett | kiesett  |
| Lukáš Klein Filip Polášek | Férfi páros |                               | Medvegyev/Karacev (ROC) · 7-5;6-4 | Krajicek/Sandgren (USA) · 7-6;2-6;5-10 | kiesett     | kiesett  | kiesett         | kiesett | kiesett  |

## Tollaslabda
| Versenyző       | Versenyszám | Csoportkör                                             | Hely | Nyolcaddöntő | Negyeddöntő | Elődöntő | Bronz- mérkőzés | Döntő   | Helyezés |
| --------------- | ----------- | ------------------------------------------------------ | ---- | ------------ | ----------- | -------- | --------------- | ------- | -------- |
| Martina Repiská | Női egyes   | Sotomayor (GUA) · 21-19;21-12 · Li (CAN) · 18-21;16-21 | 2.   | kiesett      | kiesett     | kiesett  | kiesett         | kiesett | kiesett  |

## Torna
| Versenyző        | Versenyszám      | Selejtező | Selejtező | Döntő    | Döntő    |
| Versenyző        | Versenyszám      | Pontszám  | Helyezés  | Pontszám | Helyezés |
| ---------------- | ---------------- | --------- | --------- | -------- | -------- |
| Barbora Mokošová | Ugrás            | 13.333    | kiesett   | kiesett  | kiesett  |
| Barbora Mokošová | Felemás korlát   | 13.333    | 38.       | kiesett  | kiesett  |
| Barbora Mokošová | Gerenda          | 11.700    | 72.       | kiesett  | kiesett  |
| Barbora Mokošová | Talaj            | 12.833    | 37.       | kiesett  | kiesett  |
| Barbora Mokošová | Egyéni összetett | 51.199    | 52.       | kiesett  | kiesett  |

## Úszás
| Versenyző          | Versenyszám          | Előfutam | Előfutam | Előfutam | Elődöntő | Elődöntő | Elődöntő | Döntő   | Döntő    |
| Versenyző          | Versenyszám          | Idő      | Hely.    | Össz.    | Idő      | Hely.    | Össz.    | Idő     | Helyezés |
| ------------------ | -------------------- | -------- | -------- | -------- | -------- | -------- | -------- | ------- | -------- |
| Richard Nagy       | Férfi 200 m pillangó | 2:01.91  | 5.       | 37.      | kiesett  | kiesett  | kiesett  | kiesett | kiesett  |
| Richard Nagy       | Férfi 400 m vegyes   | 4:18.29  | 6.       | 23.      | kiesett  | kiesett  | kiesett  | kiesett | kiesett  |
| Andrea Podmaníková | Női 100 m mell       | 1:08.36  | 1.       | 28.      | kiesett  | kiesett  | kiesett  | kiesett | kiesett  |
| Andrea Podmaníková | Női 200 m mell       | 2:29.56  | 7.       | 30.      | kiesett  | kiesett  | kiesett  | kiesett | kiesett  |